# Aspidium subpedatum
Aspidium subpedatum là một loài thực vật có mạch trong họ Dryopteridaceae. Loài này được (Harr.) Diels miêu tả khoa học đầu tiên năm 1899.